# Самарисы
Самарисы (лат. Samaris) — род лучепёрых рыб из семейства самаровых (Samaridae). Мелкие камбалы из Индо-Тихоокеанской области. Глаза расположены на правой стороне тела. Спинной плавник начинается перед глазами. Передние лучи спинного плавника и лучи брюшных плавников на глазной стороне тела удлинённые и нитевидные. В грудных плавниках на глазной стороне тела 4—5 лучей. Все лучи хвостового плавника неразветвлённые. Максимальная длина тела у разных видов варьируется от 4,5 до 22 см.
Морские придонные рыбы. Питаются мелкими беспозвоночными.

## Классификация
В составе рода выделяют 5 видов:
- Samaris chesterfieldensis Mihara & Amaoka, 2004
- Samaris costae Quéro, Hensley & Maugé, 1989
- Samaris cristatus Gray, 1831 — Хохлатый самарис
- Samaris macrolepis Norman, 1927
- Samaris spinea Mihara & Amaoka, 2004